# Jørgen Witte
Jørgen Witte (født 18. juli 1946 i Flensborg) er en dansk historiker og tidligere kommunalpolitiker, der fra 1990 til 2001 var borgmester i Aabenraa Kommune, valgt for Socialdemokratiet.
Jørgen Witte har en magisterkonferens i historie fra Aarhus Universitet i 1973. Han blev herefter ansat som arkivar ved Landsarkivet for Sønderjylland i Aabenraa og fortsatte i stillingen frem til 1989. I sin forskning har han særligt fokuseret på sociale, politiske og nationale forhold i Sønderjylland i 1800-tallet og 1900-tallet. Han har desuden fungeret som leder af Grænselandsportalen.
Efter kommunalvalget 1989 blev Jørgen Witte valgt som borgmester. I sin tredje og sidste periode på posten blev han borgmester som følge af en bred konstituering mellem Socialdemokratiet, Venstre, Slesvigsk Parti og SF. Sidstnævnte havde ikke tidligere været med i samarbejdet.